# Skóciai Szent Margit

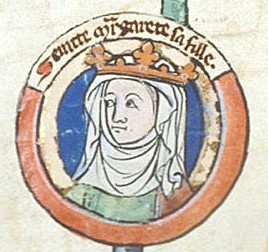
Szent Margit skót királyné arcképe egy kódexből

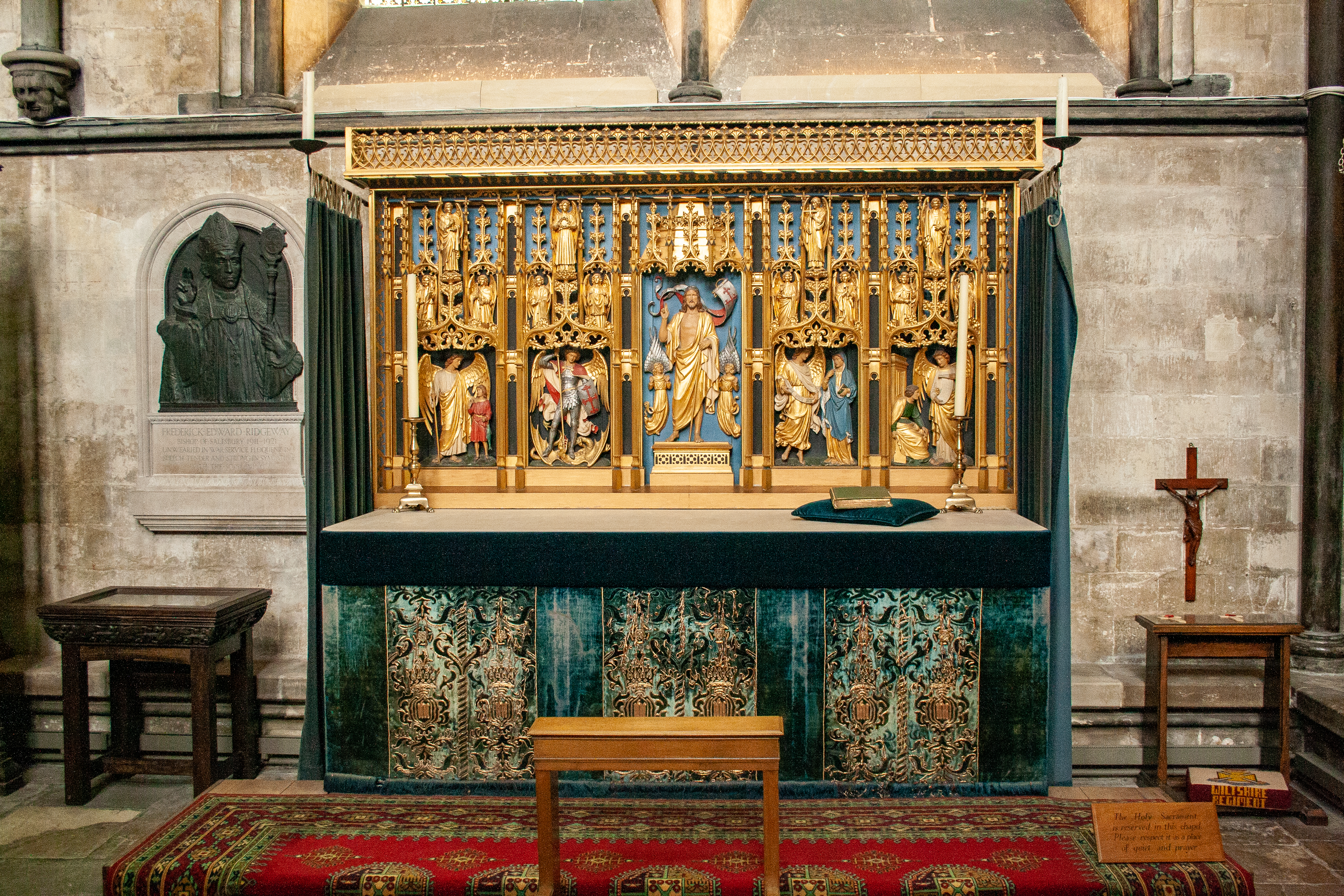
Oltára a Canterbury-i katedrálisban

Skóciai Szent Margit (Nádasd(?), Magyar Királyság, 1047. június 10. – Edinburgh, Skócia, 1093. november 16.) magyar származású skót királyné, aki III. Malcolm második feleségeként nagy befolyást gyakorolt a kora középkori Skócia egészére, ám legfőképpen hitéleti munkássága jelentős, mivel megismertette a latin rítusú katolikus egyház liturgiáján alapuló kereszténységet az országgal. Gyermekei folytatták munkáját.

## Ősei és élete
Az első biztos adat, amellyel Margit atyjáról, Száműzött Eduárdról rendelkezünk az, hogy Magyarországon élt, és Szent István király lányát (más források szerint húgát), Ágotát vette feleségül. Margit 1047. június 10-én született a Reska nevű településen, a Magyar Királyságban. Születési helye azonban a Hosszúhetény és Pécsvárad közt fekvő Nádasd (ma Mecseknádasd), Kószavár is lehetett.
Eduárd a feleségével, s gyermekeivel: Margittal, Krisztinával és Edgárral 1057-ben vagy valamivel korábban érkezett Anglia földjére. A hastingsi csatavesztés után a Bölcsek Tanácsa, utolsó kísérletként Anglia függetlenségének megvédésére, a fiatal Edgárt, Eduárd és Ágota fiát, Margit testvérét választotta királlyá. Hódító Vilmossal szemben a gyermek Edgárnak nem volt semmi esélye, már csak azért sem, mert a legfontosabb állami hivatalok normannok kezében voltak, akik Vilmost ujjongva ünnepelték mint új királyt. Edgár anyjával és nővérével Margittal együtt Skóciába menekült (a fáma szerint hazatérésük közepette Skóciába sodorta őket egy tengeri vihar), ahol akkor III. Malcolm uralkodott.
Margitról attól az időtől kezdve kapunk élesebb képet, hogy III. Malcolm második feleségeként Skócia királynéja lett 1069-ben. Mindvégig döntő befolyást gyakorolt férjére, aki az asszony hatására kivetkezett vad szokásaiból; Margit még normandiaiak és németalföldiek földhöz juttatását is kieszközölte annak érdekében, hogy támogatást szerezzen egy normann–skót háború esetére. Terve nem járt sikerrel, támogatást nem nyert, viszont a háború megkezdődött. Az életrajzíró Durhami Turgottól is tudjuk azt, hogy Skócia népe hálás szeretettel tisztelte Margit királynét, aki templomokat és kolostorokat építtetett, és minden nyomorúságos szenvedőn segített. Az irgalmasság tetteinek gyakorlásával emléket állított az emberek szívében.

## Gyermekei és halála
Margit minden angol királynő ősanyja lett azáltal, hogy leánya, Matild, Hódító Vilmos legkisebb fiának, I. Henriknek lett a felesége. Legkisebb fia I. Dávid néven követte apját a skót trónon, ám mindvégig az angolok irányítása és ellenőrzése alatt uralkodott.
A királyné nyolc gyermeket hozott világra, hat fiút és két leányt:
- Edvárd (?–1093. november 13.) apjával együtt esett el az alnwicki csatában
- Edmund (1070 körül–1097 után)
- Etelred (?–1093 körül), dunkeldi apát
- Edgár (1074 körül–1107. január 8.), Skócia királya 1097-től 1107-ig, ő nőtlen maradt, és gyermeke sem született
- Sándor (1077/1078–1124. április 23.), I. Sándor néven Skócia királya volt 1107-től 1124-ig, ő 1107 körül nőül vette Normandiai Szibillát, de gyermekük nem született, a királynak viszont volt egy törvénytelen fia, Máel Coluim
- Edit (1080 körül–1118. május 1.), aki Matilda néven I. Henrik angol király első felesége lett 1100. november 11-én, s akinek négy gyermeket szült, Eufémiát, Matildát, Vilmost és Erzsébetet
- Mária (1082–1116), ő III. Eusztász boulogne-i gróf hitvese lett, akinek egy leányt szült, Matildát, aki 1125-ben a későbbi István angol király felesége lett, akinek öt gyermeket szült, Eusztászt, Balduint, Vilmost, Matildát és Máriát
- Dávid (1082 vagy 1084–1153. május 24.), Skócia királya volt I. Dávid néven 1124-től 1153-ig, ő az özvegy, háromgyermekes Matilda huntingdoni grófnőt vette el 1113-ban, akitől négy gyermeke lett, két fiú és két lány (Malkolm, Henrik, Klarícia és Hodierna)

Margit 1093. november 16-án halt meg Edinburghban, három nappal azután, hogy férje, Malcolm és legidősebb fia az angolok elleni csatában elestek. A nép körében azonnal szentként kezdték el tisztelni, ünnepélyes szentté avatása 1261-ben történt IV. Ince által. Margit és Malcolm földi maradványait a reformáció idején Spanyolországba menekítették. Később visszahozták Skóciába és az általa 1072-ben Dunfermline-ban (Edinburgh-tól kb. 20 km-re északra, North Qeensferry mellett) alapított bencés kolostorban nyugszik férjével.
Ünnepét 1673-ban vették föl a római naptárba, június 10-re. 1969-ben november 16-ra helyezték át.

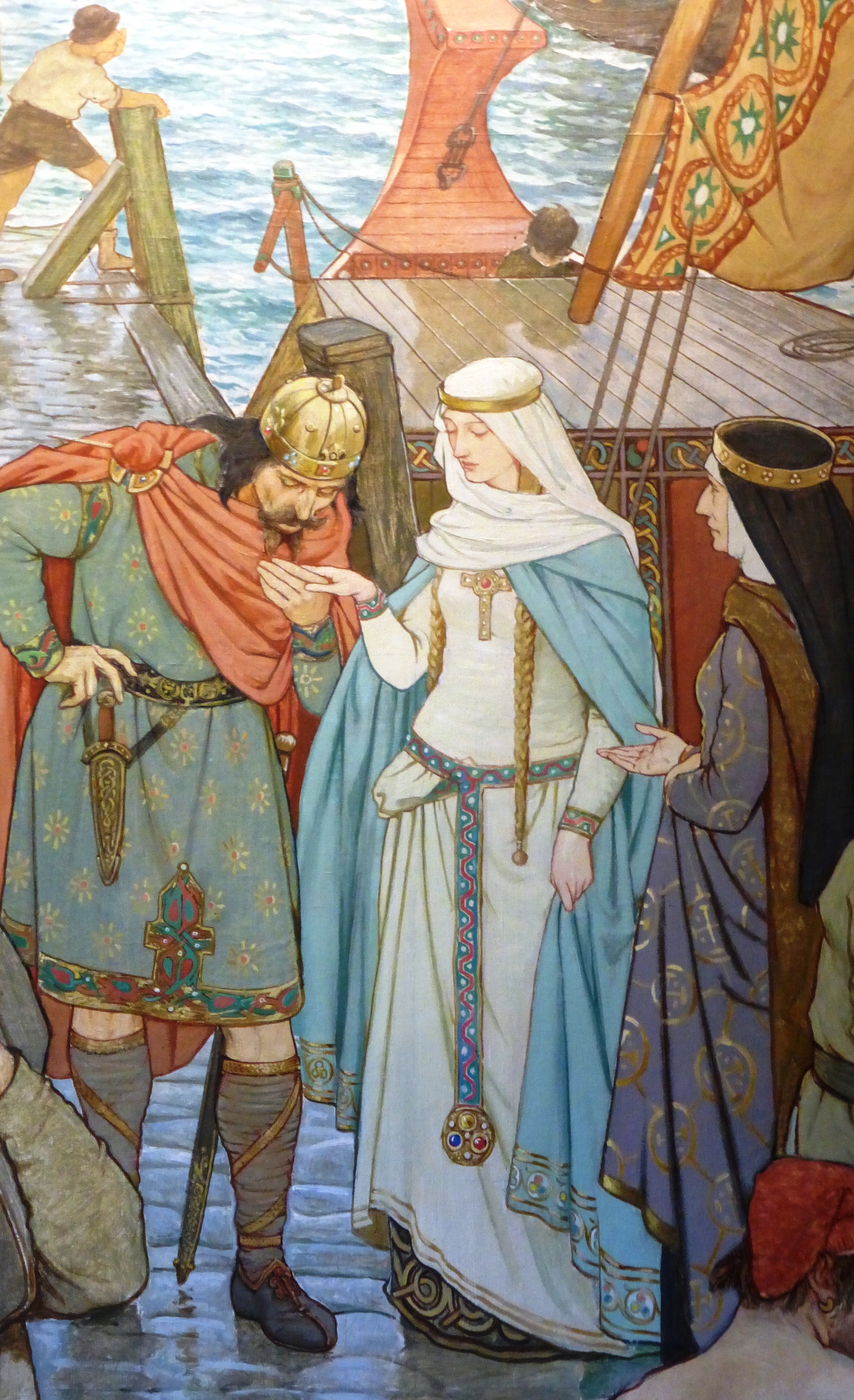
Malcolm köszönti Margitot Skóciában. William Hole falfestményének részlete